# Pia Koch
Pia Koch (* 1991 in Hamburg) ist eine deutsche Schauspielerin.

## Leben
Pia Koch wurde in Hamburg geboren und begann schon als Kind am Theater zu spielen. 2005 stand sie zum ersten Mal für den Kurzfilm Nichts weiter als vor der Kamera, welcher auf der Berlinale lief. Es folgten weitere Rollen, unter anderem in dem Fernsehfilm Der Seehund von Sanderoog und Die Pfefferkörner, unter der Regie von Klaus Wirbitzky.
Neben dem Abitur absolvierte Pia Koch ihre Gesangs- und Musikausbildung an der Staatlichen Jugendmusikschule Hamburg. Sie begann im Bereich Schauspiel, Phonetik und Sprechen Unterricht bei Michael Walz und Kerstin Hilbig zu nehmen.
Ihre erste Kinorolle hatte Pia Koch 2013 in dem Film Rockabilly Requiem, unter der Regie von Till Müller-Edenborn, welcher auf dem Filmfestival Max Ophüls Preis Premiere hatte. Im gleichen Jahr drehte Pia Koch unter der Regie von Lars Jessen den Film "Bloß kein' Stress", wo sie neben Katharina Wackernagel und Fritz Karl in der Rolle der Michelle zu sehen war.
In St. Pölten stand sie für das Jugendmusical "Ein Tag im Park" auf der Bühne. Im darauffolgenden Jahr, wieder in ihrer Heimat Hamburg, spielte sie am Altonaer Theater die Hauptrolle Anne-May in dem Stück "Fast Genial", welches 2015 den Rolf Mares Preis in der Kategorie "Herausragende Inszenierung" erhielt.
2016 war Pia Koch in der Serie Morden im Norden als Zeugin zu sehen und spielte im gleichen Jahr die Episodenhauptrolle Celina Berendson in der Serie Notruf Hafenkante.
2018 absolvierte Pia Koch ihre Schauspielausbildung an der Fritz-Kirchhoff-Schule. Von 2019 bis 2022 war sie im festen Schauspielensemble des Stadttheater Naumburg und erhielt 2020 den Jugendförderpreis des Drosteipreis. Sie arbeitet außerdem als Sprecherin und lebt in Berlin.

## Filmografie (Auswahl)
- 2005: Nichts weiter als (Kurzfilm)
- 2006: Der Seehund von Sanderoog
- 2007: Die Pfefferkörner
- 2009: Die 2. Chance (TV-Pilot)
- 2011: SIXT – Singing Dwarf (Imagefilm)
- 2013: Bloß kein' Stress
- 2013: Rockabilly Requiem
- 2014: Die goldene Taschenuhr (Kurzfilm)
- 2015: Morden im Norden
- 2015: Echo
- 2016: Notruf Hafenkante
- 2017: Stuff (Kurzfilm)
- 2017: Du wundersames, wunderschönes Wesen (Kurzfilm)
- 2018: Glücklich in 90 Minuten (Musicaldreh)
- 2019: Marlen und Arthur (Kurzfilm)
- 2022: Déjà-vu

## Auszeichnungen
- 2015: Rolf-Mares-Preis für "Fast Genial" (herausragende Inszenierung) Altonaer Theater
- 2020: Jugendförderpreis des Drosteipreis – Der Kulturpreis des Kreises Pinneberg[2]